# Route nationale 568b
La route nationale 568B ou RN 568B était une route nationale française reliant Bricard à Marseille. À la suite de la réforme de 1972, elle a été intégrée au nouveau tracé de la RN 568. En 2006, elle a été déclassée en RD 568.

## Ancien tracé de Bricard à Marseille (D 568)
- Bricard, commune de Marignane
- Le Rove
- L'Estaque
- Marseille